# Moerkerkse Steenweg
De Moerkerkse Steenweg is een weg in Sint-Kruis, een deelgemeente van de stad Brugge. De weg loopt van de Kruispoort, aan de rand van de Brugse binnenstad, door het het centrum van Sint-Kruis in noordoostelijke richting naar Vivenkapelle, op het grondgebied Damme. De route loopt daarna verder richting Moerkerke. Ze ligt op de grens tussen de Polders en de Zandstreek.
De bochtige weg volgt het tracé van een vroeger Romeinse kustweg tussen Oudenburg en Aardenburg, door sommige historici de Zandstraat genaamd. De weg deed dienst als winterweg; net ten noorden liep parallel een iets lager gelegen zomerweg, de latere Aardenburgse Weg en Legeweg.
Oude vermeldingen van de weg zelf gaan terug tot de 14de eeuw. Ze is opgenomen op de kaart van Marcus Gerards uit 1562; op die van Pieter Pourbus staat ze als Hoogheweg, omwille van zijn hogere ligging. Ze werd ook wel als Zuideren Aardenburgse Weg aangeduid.
De weg was vanaf de Brugse Kruispoort tot aan de kerk van Sint-Kruis een rijweg van kasseien, die men kortweg "de Calsye" noemde.
Toen rond 1614-1630 rond Brugge een verdedigingsgordel met bastions werd aangelegd, verdween de directe verbinding van de weg met de Kruispoort. De Moerkerkse Steenweg kon men dan vanuit Brugge bereiken via de Maalse Steenweg (nu onderdeel van de N9) en de Prins Albertstraat. Toen in 1840-1841 de weg werd heraangelegd, kwam er ook een nieuwe stenen brug over het Zuidervaartje, deel van de oude vestingsgracht, en kreeg men weer een direct verbinding met de Kruispoort. Op een kadasterplan door Philippe Chrétien Popp staat de weg als Nieuwe Steenweg aangeduid.
De weg was een tolweg, met een barrière op het kruispunt met de Pijpeweg en het gehucht Lettenburg. Het tolhuisje bleef in gebruik tot de afschaffing van de tol in 1860, en werd in 1934 afgebroken.
Langs het traject reed vanaf 1904 een stoomtram van Sint-Kruis naar Aardenburg. Vanaf 1913 reed een elektrische tram vanuit het stadscentrum naar Sint-Kruis. De tram werd in 1950 vervangen door een buslijn, de sporen werden opengebroken en de steenweg werd geasfalteerd. In de tweede helft van de 20ste eeuw kwam tussen de Moerkerkse Steenweg en de Kruispoort de nieuwe Brugse stadsring R30 te liggen.

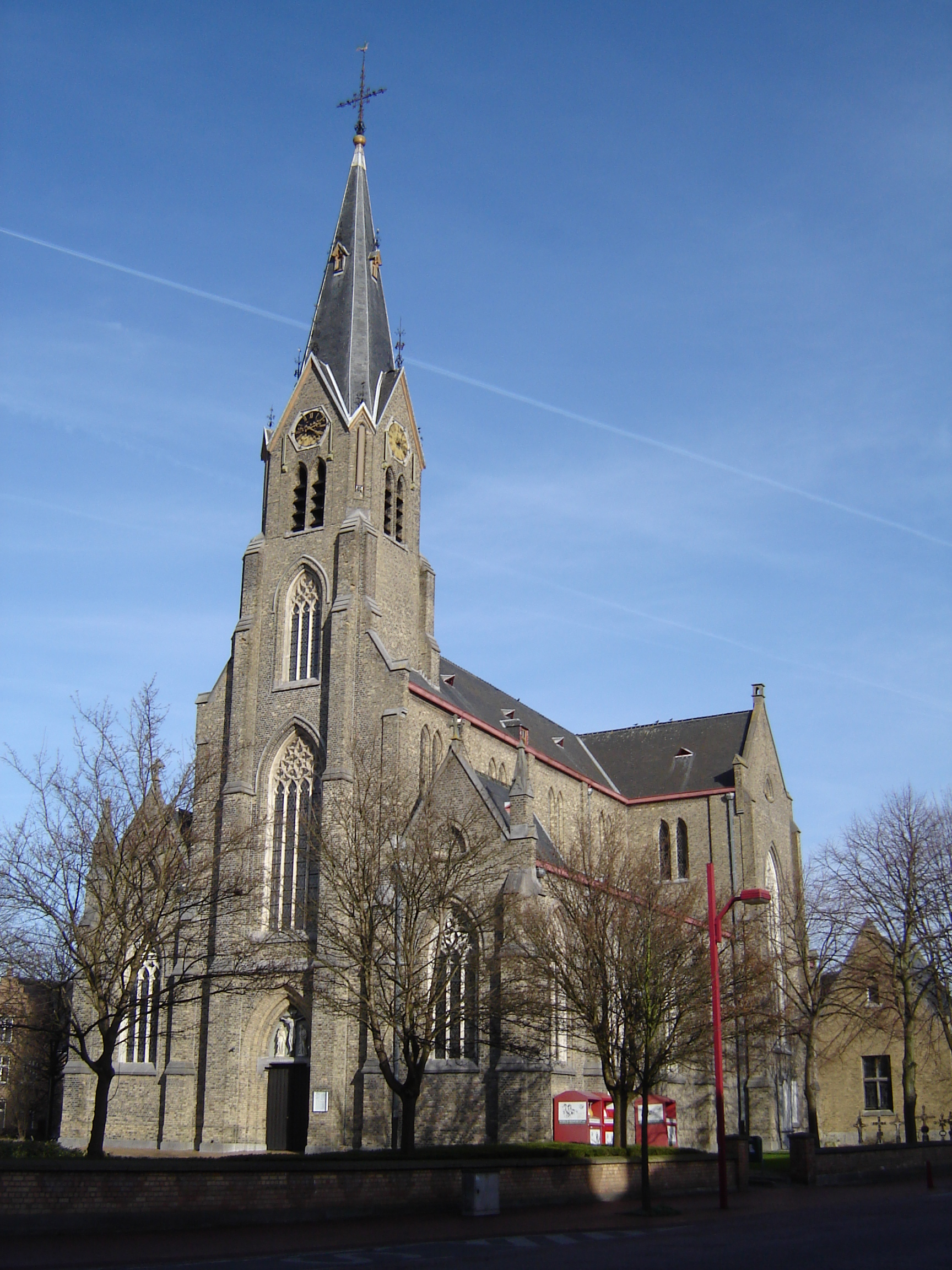
Parochiekerk van de Heilige Kruisverheffing en Sint-Jozef

## Gebouwen
- De Kerk van de Heilige Kruisverheffing en Sint-Jozef, de parochiekerk van Sint-Kruis.
- Talrijke woningen uit het interbellum.